# Campionati europei di atletica leggera indoor 2000
I XXVI campionati europei di atletica leggera indoor si sono svolti a Gand, in Belgio, presso il Flanders Sports Arena, dal 25 al 27 febbraio 2000. 

## Nazioni partecipanti
Tra parentesi, il numero di atleti partecipanti per nazione.
- Andorra (2)
- Armenia (1)
- Austria (10)
- Azerbaigian (1)
- Belgio (29)
- Bielorussia (3)
- Bosnia ed Erzegovina (2)
- Bulgaria (11)
- Rep. Ceca (13)
- Cipro (4)
- Croazia (2)
- Danimarca (2)
- Estonia (3)
- Finlandia (13)
- Francia (50)

- Germania (50)
- Grecia (22)
- Islanda (4)
- Irlanda (7)
- Israele (5)
- Italia (36)
- Lettonia (4)
- Lituania (5)
- Lussemburgo (1)
- Macedonia (1)
- Malta (1)
- Moldavia (1)
- Norvegia (5)
- Paesi Bassi (11)

- Polonia (18)
- Portogallo (9)
- Regno Unito (28)
- Romania (18)
- Russia (53)
- San Marino (2)
- Slovacchia (6)
- Slovenia (12)
- Spagna (22)
- Svezia (20)
- Svizzera (8)
- Turchia (8)
- Ucraina (21)
- Ungheria (20)

## Risultati

### Uomini
| Specialità | Oro                                                             | Risultato | Argento                                                     | Risultato | Bronzo                                                          | Risultato |
| Corse piane |                                                                 |           |                                                             |           |                                                                 |           |
| 60 metri (dettagli) | Jason Gardener                                                  | 6"49      | Georgios Theodoridis                                        | 6"51      | Ángelos Pavlakákis                                              | 6"54      |
| 200 metri (dettagli) | Christian Malcolm                                               | 20"54     | Patrick Stevens                                             | 20"70     | Julian Golding                                                  | 21"05     |
| 400 metri (dettagli) | Iliya Dzhivondov                                                | 46"63     | David Canal                                                 | 46"85     | Marc Raquil                                                     | 47"28     |
| 800 metri (dettagli) | Yuriy Borzakovskiy                                              | 1'47"92   | Nils Schumann                                               | 1'48"41   | Balázs Korányi                                                  | 1'48"42   |
| 1500 metri (dettagli) | José Antonio Redolat                                            | 3'40"51   | James Nolan                                                 | 3'41"59   | Mehdi Baala                                                     | 3'42"27   |
| 3000 metri (dettagli) | Mark Carroll                                                    | 7'49"24   | Rui Silva                                                   | 7'49"70   | John Mayock                                                     | 7'49"97   |
| Corse a ostacoli |                                                                 |           |                                                             |           |                                                                 |           |
| 60 metri ostacoli (dettagli) | Staņislavs Olijars                                              | 7"50      | Tony Jarrett                                                | 7"53      | Tomasz Ścigaczewski                                             | 7"56      |
| Staffette |                                                                 |           |                                                             |           |                                                                 |           |
| Staffetta 4×400 metri (dettagli) | Rep. Ceca Jiří Mužík Jan Poděbradský Štěpán Tesařík Karel Bláha | 3'06"10   | Germania Ingo Schultz Ruwen Faller Marco Krause Lars Figura | 3'06"64   | Ungheria Péter Nyilasi Attila Kilvinger Zétény Dombi Tibor Bédi | 3'09"35   |
| Salti |                                                                 |           |                                                             |           |                                                                 |           |
| Salto in alto (dettagli) | Vyacheslav Voronin                                              | 2,34 m    | Martin Buß                                                  | 2,34 m    | Dragutin Topić                                                  | 2,34 m    |
| Salto con l'asta (dettagli) | Aleksander Averbukh                                             | 5,75 m    | Martin Eriksson                                             | 5,70 m    | Rens Blom                                                       | 5,65 m    |
| Salto in lungo (dettagli) | Petar Dachev                                                    | 8,26 m    | Bogdan Tarus                                                | 8,20 m    | Vitaliy Shkurlatov                                              | 8,10 m    |
| Salto triplo (dettagli) | Charles Friedek                                                 | 17,28 m   | Rostislav Dimitrov                                          | 17,22 m   | Paolo Camossi                                                   | 17,05 m   |
| Lanci |                                                                 |           |                                                             |           |                                                                 |           |
| Getto del peso (dettagli) | Timo Aaltonen                                                   | 20,62 m   | Manuel Martínez                                             | 20,38 m   | Miroslav Menc                                                   | 20,23 m   |
| Prove multiple |                                                                 |           |                                                             |           |                                                                 |           |
| Eptathlon (dettagli) | Tomáš Dvořák                                                    | 6.424 p.  | Roman Šebrle                                                | 6.271 p.  | Erki Nool                                                       | 6.200 p.  |
| record mondiale; record mondiale stagionale; record europeo; record europeo stagionale; record dei campionati; record nazionale; record personale; record personale stagionale. |                                                                 |           |                                                             |           |                                                                 |           |

### Donne
| Specialità | Oro                                                                      | Risultato | Argento                                                                 | Risultato | Bronzo                                                      | Risultato     |
| Corse piane |                                                                          |           |                                                                         |           |                                                             |               |
| 60 metri (dettagli) | Ekateríni Thánou                                                         | 7"05      | Petya Pendareva                                                         | 7"11      | Irina Pukha                                                 | 7"11          |
| 200 metri (dettagli) | Muriel Hurtis                                                            | 23"06     | Alenka Bikar                                                            | 23"16     | Yekaterina Leshchova                                        | 23"20         |
| 400 metri (dettagli) | Grit Breuer                                                              | 51"66     | Olga Kotlyarova                                                         | 51"69     | Tatyana Chebykina                                           | 52"32         |
| 800 metri (dettagli) | Stephanie Graf                                                           | 1'59"70   | Natalya Tsyganova                                                       | 2'00"17   | Sandra Stals                                                | 2'01"34       |
| 1500 metri (dettagli) | Violeta Szekely                                                          | 4'12"82   | Ol'ga Kuznecova                                                         | 4'13"45   | Yuliya Kosenkova                                            | 4'13"60       |
| 3000 metri (dettagli) | Gabriela Szabó                                                           | 8'42"06   | Lidia Chojecka                                                          | 8'42"42   | Marta Domínguez                                             | 8'44"08       |
| Corse a ostacoli |                                                                          |           |                                                                         |           |                                                             |               |
| 60 metri ostacoli (dettagli) | Linda Ferga                                                              | 7"88      | Patricia Girard                                                         | 7"98      | Olena Krasovska                                             | 8"03          |
| Staffette |                                                                          |           |                                                                         |           |                                                             |               |
| Staffetta 4×400 metri (dettagli) | Russia Olesya Zykina Irina Rosikhina Yuliya Sotnikova Svetlana Pospelova | 3'32"53   | Italia Francesca Carbone Carla Barbarino Patrizia Spuri Virna De Angeli | 3'35"01   | Romania Georgeta Lazar Anca Safta Otilia Ruicu Alina Ripanu | 3'36"28       |
| Salti |                                                                          |           |                                                                         |           |                                                             |               |
| Salto in alto (dettagli) | Kajsa Bergqvist                                                          | 2,00 m    | Zuzana Hlavoňová                                                        | 1,98 m    | Olga Kaliturina                                             | 1,96 m        |
| Salto con l'asta (dettagli) | Pavla Hamáčková-Rybová                                                   | 4,40 m    | Yelena Belyakova Christine Adams                                        | 4,35 m    | Non assegnata                                               | Non assegnata |
| Salto in lungo (dettagli) | Erica Johansson                                                          | 6,89 m    | Heike Drechsler                                                         | 6,86 m    | Iva Prandzheva                                              | 6,80 m        |
| Salto triplo (dettagli) | Tatyana Lebedeva                                                         | 14,68 m   | Cristina Nicolau                                                        | 14,63 m   | Iva Prandzheva                                              | 14,63 m       |
| Lanci |                                                                          |           |                                                                         |           |                                                             |               |
| Getto del peso (dettagli) | Larisa Peleshenko                                                        | 20,15 m   | Nadine Kleinert                                                         | 19,23 m   | Astrid Kumbernuss                                           | 19,12 m       |
| Prove multiple |                                                                          |           |                                                                         |           |                                                             |               |
| Pentathlon (dettagli) | Karin Ertl                                                               | 4.671 p.  | Irina Vostrikova                                                        | 4.615 p.  | Urszula Włodarczyk                                          | 4.590 p.      |
| record mondiale; record mondiale stagionale; record europeo; record europeo stagionale; record dei campionati; record nazionale; record personale; record personale stagionale. |                                                                          |           |                                                                         |           |                                                             |               |

## Medagliere
Legenda
     Paese ospitante
| Posizione | Paese       | Oro | Argento | Bronzo | Totale |
| --------- | ----------- | --- | ------- | ------ | ------ |
| 1         | Russia      | 5   | 4       | 4      | 13     |
| 2         | Rep. Ceca   | 3   | 2       | 1      | 6      |
| 3         | Germania    | 2   | 5       | 1      | 8      |
| 4         | Bulgaria    | 2   | 2       | 2      | 6      |
| 5         | Romania     | 2   | 2       | 1      | 5      |
| 6         | Francia     | 2   | 1       | 2      | 5      |
| 6         | Regno Unito | 2   | 1       | 2      | 5      |
| 8         | Svezia      | 2   | 1       | 0      | 3      |
| 9         | Spagna      | 1   | 2       | 1      | 4      |
| 10        | Grecia      | 1   | 1       | 1      | 3      |
| 11        | Irlanda     | 1   | 1       | 0      | 2      |
| 12        | Lettonia    | 1   | 0       | 0      | 1      |
| 12        | Israele     | 1   | 0       | 0      | 1      |
| 12        | Austria     | 1   | 0       | 0      | 1      |
| 12        | Finlandia   | 1   | 0       | 0      | 1      |
| 16        | Polonia     | 0   | 1       | 2      | 3      |
| 17        | Italia      | 0   | 1       | 1      | 2      |
| 17        | Belgio      | 0   | 1       | 1      | 2      |
| 19        | Portogallo  | 0   | 1       | 0      | 1      |
| 19        | Slovenia    | 0   | 1       | 0      | 1      |
| 21        | Ungheria    | 0   | 0       | 2      | 2      |
| 21        | Ucraina     | 0   | 0       | 2      | 2      |
| 23        | Estonia     | 0   | 0       | 1      | 1      |
| 23        | Paesi Bassi | 0   | 0       | 1      | 1      |
| 23        | Jugoslavia  | 0   | 0       | 1      | 1      |
| Totale    | Totale      | 28  | 29      | 27     | 84     |